# Paradoxornis fléché
Paradoxornis guttaticollis
Espèce
Statut de conservation UICN

 LC  : Préoccupation mineure
Le Paradoxornis fléché (Paradoxornis guttaticollis) est une espèce d'oiseaux de la famille des Paradoxornithidae.
Son aire s'étend à travers le centre et le sud de la Chine, le nord-est de l'Inde et le nord de l'Indochine.